# Baris Tursun
Baris Tursun (* 13. Dezember 1974) ist ein deutscher Biologe türkischer Abstammung. Er ist Professor für Molekulare Zellbiologie der Tiere an der Universität Hamburg. Seine Forschungsschwerpunkte liegen in der Genetik, Epigenetik und Genregulation hinsichtlich der Umprogrammierung und Schutzmechanismen von lebenden Zellen.

## Werdegang
Tursun studierte von 1996 bis 2001 Biologie mit Hauptfach Genetik und Molekularbiologie an der Universität Hamburg. Seine Diplomarbeit befasste sich mit der proteolytischen Reifung von mitochondrialen Proteinen in der Hefe Saccharomyces cerevisiae. 2006 promovierte er am Zentrum für Molekulare Neurobiologie der medizinischen Fakultät der Universität Hamburg (ZMNH). Für seine Doktorarbeit, die sich mit der Proteinregulation während der neuronalen Entwicklung von Mäusen befasste, erhielt Tursun das Boehringer Ingelheim Fonds (BIF) Stipendium.
Nach einem sechsmonatigen Postdoc-Aufenthalt an der University of Massachusetts in Worcester (USA) folgte 2006 ein Postdoc an der Columbia University in New York. In der Arbeitsgruppe von Oliver Hobert begann er den Fadenwurm Caenorhabditis elegans als genetischen Modellorganismus für seine Forschung zu verwenden. Mit Hilfe von C. elegans untersuchte er die Regulation von Genen bei der Entwicklung und Umprogrammierung von Nervenzellen. Für seine Forschung an der Columbia University erhielt Tursun das Forschungsstipendium der Deutschen Forschungsgemeinschaft (DFG) sowie den ‚Goelet Fellowship in Interdisciplinary Neuroscience Research‘ (Francis Goelet Trust, USA).
Von 2012 bis 2021 war Tursun Forschungsgruppenleiter am Max Delbrück Centrum für Molekulare Medizin in der Helmholtz Gemeinschaft (MDC) in Berlin. In der Abteilung Berlin Institute for Medical Systems Biology (BIMSB) des MDC führte er seine Forschung mit C. elegans fort. Dort etablierte er in seiner Gruppe die Untersuchung von epigenetischen Mechanismen hinsichtlich der Genregulation beim Umprogrammieren von Zellen und bei Alterungsprozessen. Am MDC begann er die Erkenntnisse anhand von C. elegans auch auf das Forschungsgebiet der menschlichen Stammzellen zu übertragen. Während seiner Zeit am MDC wurden Tursun Forschungsmittel u. a. der Marie Curie CIG sowie der mit 1,5 Mio. EUR dotierte ERC-STG von der European Research Council verliehen.
2021 nahm Tursun einen Ruf als Professor für Molekulare Zellbiologie der Tiere an die Universität Hamburg an, einen Ruf an die Westfälische Wilhelms-Universität Münster hatte er abgelehnt.
Er begutachtet Studien für die Veröffentlichung in Fachzeitschriften (u. a. Elife, Nature Cell Biology, Cell Reports, Developmental Cell, PNAS, EMBO Journal) sowie Drittmittelanträge bei nationalen und internationalen Forschungsgemeinschaften.

## Forschungsschwerpunkte
Tursun verwendet für seine Forschung den Modellorganismus C. elegans (Fadenwurm). Mit Hilfe der Genetik sowie zell- und molekularbiologischen Techniken untersucht seine Forschungsgruppe epigenetische und andere genregulatorische Mechanismen beim Umprogrammieren von Zellen und beim Altern. Dabei spielen molekulare Prozesse, wie auch der Stoffwechsel, die den Erhalt der Funktion und Gesundheit von Zellen gewährleisten, eine zentrale Rolle. Diese Prozesse sind in der Regel gleichzeitig eine Barriere für das Umprogrammieren von Zellidentitäten. Ziel der Forschung von Tursun ist es die molekularen Schutzmechanismen von Zellen besser zu verstehen, so dass Zellen effizient umprogrammiert werden können.
Die Erkenntnisse aus der Forschung von Tursun mit Hilfe des Fadenwurms C. elegans könnten in Zukunft für regenerative Therapien nützlich sein. Es konnten bereits molekulare Mechanismen identifiziert werden, die sowohl in C. elegans als auch in Säugetierzellen das Umprogrammieren von Zellen verhindern. Die Gewinnung von bestimmten Zelltypen oder Stammzellen durch Umprogrammierung könnte in Zukunft von Medizinern für die Regeneration von erkrankten Organen oder verletzten Geweben in Patienten verwendet werden.

## Mitgliedschaften
- Gesellschaft für Biochemie und Molekularbiologie (GBM)
- German Stem Cell Network (GSCN)
- Deutscher Hochschulverband (DHV)

## Publikationen (Auswahl)
- mit G. Baytek, A. Blume, F. G. Demirel, S. Bulut, O. Popp, P. Mertins: SUMOylation of the chromodomain factor MRG-1 in C. elegans affects chromatin-regulatory dynamics. Biotechniques. 2022 Jun;73(1), S. 5-17. doi:10.2144/btn-2021-0075.
- mit I. Marchal: Induced Neurons From Germ Cells in Caenorhabditis elegans. Front Neurosci. 2021 Dec 3;15:771687. doi:10.3389/fnins.2021.771687. PMID 34924939; PMC 8678065 (freier Volltext).
- mit M. Kazmierczak, C. Farré i Díaz, A. Ofenbauer, S. Herzog: The CONJUDOR pipeline for simultaneous knockdown of multiple genes identifies RBBP-5 as a germ cell reprogramming barrier in C. elegans. Nucleic Acids Research 2021, 1, S. 1-14. doi:10.1093/nar/gkaa1171
- mit N. Ul Fatima: Conversion of germ cell to somatic cell types in C. elegans. Journal of Developmental Biology 2020, 8, 24. doi:10.3390/jdb8040024
- mit M. Hajduskova, G. Baytek, E. Kolundzic, A. Gosdschan, M. Kazmierczak, A. Ofenbauer, M. L. Beato Del Rosal, S. Herzog et al.: MRG-1/MRG15 is a Barrier for Germ Cell to Neuron Reprogramming in Caenorhabditis elegans. Genetics. 2019 Jan;211(1):121-139. doi:10.1534/genetics.118.301674.
- mit S. Müthel, B. Uyar, M. He, A. Krause, B. Vitrinel, S. Bulut, D. Vasiljevic, A. Akalin, S. Kempa: The conserved histone chaperone LIN-53 links lifespan and healthspan regulation. Aging Cell 2019, Aug 9:e13012. doi:10.1111/acel.13012.
- mit E. Kolundzic, A. Ofenbauer, S. Seelk, M. He, S. Sommermeier, G. Baytek, B. Uyar, A. Akalin, S. Diecke, A. S. Lacadie: FACT is a barrier for cellular reprogramming in C. elegans and humans. Developmental Cell 2018, 46, 611-626. doi:10.1016/j.devcel.2018.07.006
- mit A. Reid: Transdifferentiation: do transition states lie on the path of development? Curr Opin Syst Biol. 2018 Oct;11:18-23. doi:10.1016/j.coisb.2018.07.004
- PcG Protein in Caenorhabditis elegans. Book Chapter for Polycomb Group Proteins. Elsevier Academic Press 2017, 289-315. doi:10.1016/B978-0-12-809737-3.00012-X.
- mit S. Seelk, I. Adrian-Kalchhauser, B. Hargitai, M. Hajduskova, S. Gutnik, R. Ciosk: Increasing Notch signaling antagonizes PRC2-mediated silencing to promote reprograming of germ cells into neurons. Elife. 2016 Sep 7;5:e15477. doi:10.7554/eLife.15477.
- mit T. Patel, P. Kratsios, O. Hobert: Direct conversion of C. elegans germ cells into specific neuron types. Science 2011, 331: 304-308, doi:10.1126/science.1199082.